# Virág Ferenc (püspök)
Virág Ferenc, 1895-ig Blum Ferenc (Bonyhád, 1869. augusztus 22. – Pécs, 1958. március 2.) pécsi megyés püspök.

## Pályafutása
Blum György varga és Sikey Katalin fia. A gimnáziumot és a teológiát Pécsett végezte. 1892. június 25-én szentelték pappá. Kezdetben Németbólyban káplán, 1896-tól a szekszárdi gimnázium hittanára, 1897-től Pécsett székesegyházi karkáplán és a Katolikus Legényegylet elnöke, majd 1901-től a szeminárium spirituálisa és a tanítóképző hittanára.
1912-től Pakson, majd 1922-től Szekszárdon plébános. 1915-ben pápai kamarási, 1923-ban címzetes koroncói apáti címet nyert el.

### Püspöki pályafutása
1926-ban Zichy Gyula püspököt kalocsai érsekké nevezték ki, így – Majláth Gusztáv Károly erdélyi püspök javaslatára – átadta az egyházmegye irányítását „az alsópapság legnépszerűbb és legérdemesebb papjának”, Virág Ferenc szekszárdi plébánosnak. 1926. március 27-én nevezték ki pécsi megyés püspökké. Május 6-án Pécsett püspökké szentelték, majd május 19-én beiktatták hivatalába. 1927 és 1944 között a felsőház tagja volt. Az ifjúság és a papnevelés kérdéseivel foglalkozott.
Kormányzása alatt közel 30 templom épült az egyházmegyében, például az Újdombóvári, a Pécs-Gyárvárosi, a Pálos templom, a Pius (Jézus Szíve), a Szent István templom, a Bártfai utcai templom és a Pécs-Kertvárosi templom, valamint a temetői kápolna is. A Sarutlan Karmelita Nővérek rendjét ő hívta Pécsre 1928-ban, átadva nekik a Mindenszentek templomát és a mellette lévő területet.
1943. június 6-án Esztergár Lajos akkori polgármester kezdeményezésére, a város főterén – püspöki szentmise keretében – Jézus Szíve oltalmába ajánlották a várost és lakóit.
1954-ben a püspökszentlászlói kastélyt az egyházi szeretetszolgálatnak adta.

## Művei

### Önálló művek
- Hajnal. Pécs, 1894 (Költemények)
- Imádkozzál és dolgozzál. Budapest, 1904
- A szeplőtelen fogantatás ünnepe. Budapest, 1904 (Népiratkák 212.)
- Egyházi és alkalmi beszédek. Pécs 1937
- Szent Mór könyv. Pécs 1936 (Az élő hit ereje)
- Egyházközségi Levél (1947. VIII.)

### Fordítások
- Általános neveléstan katolikus tanító és tanítónőképző intézetekek számára. Írta Haszmann Rudolf. Ford. Amberger Mártonnal. Pécs, 1896

### Szerkesztések
- A Názárethi Szent Család és a Szent József Társulat közlönye A Szent Család Kis Követe. Budapest, 1890. I.–1898. XII., Pécs, 1899. I.–1906. XII.
- Az Új Lap Pécsi Melléklete. (Politikai napilap.) 1908. II. 23–VII. 12. (Müller Károllyal)
- Pécsi Közlöny. (Politikai lap.) 1899. X. 22–1900. IV. 8. (főmunkatárs)
- Pécsi Újlap. (Politikai napilap.) 1908. VII. 14–XI. 7. (főszerkesztő)

M. Sion 1894:79; 1899:79. – Szinnyei XIV:1245. – Kiss–Sziklay 1902:505. – Schem. Qu. 1914:229. – MKA 1927:101. Arck.; 1930/31:109. Arck. – M. ogy. alm. 1927:350. Arck.; 1931:358. Arck.; 1935:32. Arck.; 1939:409. Arck. – Gellért–Madarász 1932:578. – Kemény 1942:236. – Ker. m. közél. alm. II:1170. – Baranya m. sajtóbibliogr. 1992:279. (551.), 346. (687.), 379. (763.) – MÉL II:1004. – Viczián 1995:191. (1439, 1441, 1633, 1860) – Gulyás–Viczián XXXI: (kz-ban)